# Mimosa pilulifera
Mimosa pilulifera är en ärtväxtart som beskrevs av George Bentham. Mimosa pilulifera ingår i släktet mimosor, och familjen ärtväxter. IUCN kategoriserar arten globalt som livskraftig. Inga underarter finns listade i Catalogue of Life.